# Marie-Laurence Josselyn-Lassègue
Marie-Laurence Josselyn-Lassègue est une journaliste haïtienne, enseignante, militante féministe et culturelle, femme politique et plusieurs fois ministre.

## Biographie

### Enfance et formations
Marie-Laurence Josselyn-Lassègue est née le 1er mars 1955 à Port-au-Prince. Elle passe son enfance au Zaïre après que ses parents ont fui la dictature de François Duvalier. Elle séjourne dans plusieurs pays comme le Bénin, le Sénégal, la Côte d'Ivoire. Après son baccalauréat, elle poursuit ses études en France. Elle est titulaire d'une maîtrise en littérature à l'université de Franche-Comté et est licenciée en sciences juridiques à l’université publique du Sud aux Cayes,, en Haïti.

## Carrière

### Enseignement
Marie-Laurence Josselyn-Lassègue commence sa vie professionnelle comme enseignante en 1978 quand elle retourne en Afrique. Elle est professeure de lettres et littérature au lycée français de Kinshasa. Une fois dans son pays natal, elle rejoint le lycée français de Port-au-Prince de 1983 à 1985, puis enseigne les lettres à l’école normale supérieure et à l’école nationale des arts de 1983 à 1990,,.

### Journalisme
De retour dans son pays en 1983, parallèlement à sa fonction d'enseignante, elle est également journaliste d'abord à Télé-Haïti de 1983 à 1986. Elle est ensuite reporter à Radio-Antilles de 1986 1989 et enfin rédactrice en chef de Haïti Libérée de 1986 à 1987. En parallèle elle occupe un poste de secrétaire générale de l’Association des Journalistes haïtiens,,.

### Engagement féministe et social
C'est en France que son engagement féministe se renforce. À la suite du viol de deux de ses amies, elle devient animatrice bénévole à « SOS femmes battues violées » à Strasbourg de 1975 à 1978. À l'âge de 25 ans, elle co-fonde le centre d’hébergement « Solidarité femme » de 1980 à 1983 à Besançon. Elle fonde en 1999 « Famn Yo La », un collectif féminin haïtien pour la participation politique des femmes et leur implication dans les espaces décisionnels,,.
Hormis son engagement pour la défense des droits de la femme, Marie-Laurence Jocelyn-Lassègue est également une défenseuse de la famille, des opprimés, des marginalisés. En 1996 elle préside l’association Humanitaire Solidarité, est successivement membre du conseil d’administration de « La Maison Arc-en-ciel » (orphelinat pour les enfants atteints du sida), membre de l’association haïtienne d’aide aux aveugles depuis. En 2012 elle fait ratifier par le parlement haïtien un projet de loi visant à responsabiliser les pères délinquants dans le but d'éviter que les femmes en paient toujours les conséquences et que les enfants soient condamnés à la pauvreté, à la marginalisation et à l’exploitation,.

### Politique
Marie-Laurence Josselyn-Lassègue fait son entrée en politique en février 1991 au poste de ministre de l’information et de la culture de la République d’Haïti sous le gouvernement de Jean-Bertrand Aristide et ensuite de Réné Préval. Elle occupe ce poste jusqu'en août 1993. Elle part en exil à Washington et en Belgique à la suite du coup d'État qui renverse le président Aristide. En octobre 1994, elle rentre pour se recueillir sur la tombe de son père décédé pendant son exil et s'apprête à repartir lorsqu'elle apprend qu'elle est élue à son insu et ce à l’unanimité par le Sénat de la République pour les représenter au Conseil électoral provisoire. Elle prête serment en décembre 1995 mais démissionne un peu plus tard par souci d'éthique. Elle devient membre du cabinet de la première femme première ministre Claudette Werleigh en 1995 et membre du cabinet du président de la République Réné Préval de 1996 à 2000,,,.
En 2006 Marie-Laurence Jocelyn-Lassègue devient ministre de la condition féminine en remplacement de la ministre sortante Adeline Magloire Chancy,.
Depuis janvier 2012, elle est directrice de Programme en Haïti de l’Institut international pour la démocratie et l’assistance électorale,.